# کوهکن علیا
کوهکن علیا یک روستا در ایران است که درشهرستان طارم و در نزدیکی شهر آب‌بر واقع شده‌است. کوهکن علیا ۴۵۲ نفر جمعیت دارد.